# 라오스
라오 인민 민주 공화국(라오어: ສາທາລະນະລັດ ປະຊາທິປະໄຕ ປະຊາຊົນລາວ [sǎːtʰáːlanalat pásáːtʰipátàj pásáːsón láːw] 사탈라날랏 빠사티빠따이 빠사손 라우, 문화어: 라오스인민민주주의공화국), 약칭 라오스(라오어: ປະເທດລາວ 빠텟 라우)는 동남아시아의 국가이다. 북서쪽으로는 미얀마와 중화인민공화국, 동쪽으로는 베트남, 남쪽으로는 캄보디아, 서쪽으로는 태국과 국경을 접하고 있는 국가로서 동남아시아의 유일한 내륙국이다. 인구는 2023년 기준으로 약 766만 명 정도로 추정된다. 주요 도시로는 비엔티안, 루앙프라방, 방비엥, 팍세, 카이손 폼비한, 타케크 등이 있다.
라오스의 역사는 14세기부터 18세기에 걸쳐 존재하고 그 이후 세 개의 왕국으로 나뉜 란쌍 왕국으로 거슬러 올라간다. 1893년, 비엔티안 왕국, 루앙프라방 왕국, 참파싹 왕국이 프랑스의 보호국이 되면서 연합되었다. 1945년 3월 일본군의 점령 이후 잠시 독립을 했으나, 2차 세계대전이 끝나면서 다시 프랑스의 통치를 받다가, 1946년 프랑스가 루앙프라방 왕의 통치하에 통일된 라오스의 독립을 승인하였다. 1949년 헌법이 공포되고 프랑스 연방 안에서 제한된 자치국가로 존재하다가 1950년 초부터 제 1차 인도차이나 전쟁을 통해 실질적인 독립을 추진하였다. 좌파인 파테트라오의 군대가 북베트남과 연합해 라오스 정부군과 내전을 벌였고, 1975년 정권을 잡자 공산주의 국가인 라오 국민민주공화국을 공식적으로 설립하였다.
라오스는 일당제 사회주의 국가 또는 공산주의 국가이다. 수도는 비엔티안이다. 다른 큰 도시로는 루앙프라방, 카이손폼비한(사반나케트), 참빠삭 등이 있다. 공용어는 라오어이다. 라오스는 아시아 태평양 무역협정, 동남아시아 국가 연합, 동아시아 정상회의, 프랑코포니의 회원국이다.

## 역사

### 건국에서 멸망까지
라오스의 역사는 13세기에 중국 남부에서 살던 민족의 하나인 라오족이 지금의 라오스 영토로 이주해 온 것에서 시작한다. 이들은 메콩강 유역에서 살았으며, 특히 비엔티안, 루앙프라방, 참빠삭 지역을 중심으로 발전했다. 1353년에 파움 왕의 주도로 메콩강 유역에 란쌍 왕국이 등장하였다. 란쌍 왕국의 지도자였던 파움 왕은 크메르 왕국이 약해지자 독립을 선언하였고, 불교 국가가 되었다. 그리고 17세기 중반 술리나봉사 왕 때 크게 번영했지만 후계자를 남기지 못했다. 18세기 초에 급격히 몰락하여 란쌍 왕국은 3개로 분열되고 친 태국 세력과 친 베트남 세력의 대립으로 나라가 어지러워졌다. 이때 비엔티안 왕국의 차오아누 왕은 영국이 태국을 공격한다는 소문을 듣고 태국 정벌에 나셨다. 하지만 1828년에 태국이 비엔티안 왕국을 공격하여 멸망시키고 심지어 국왕도 태국에 끌려가 감옥에서 살았다. 비엔티안 왕국의 왕 차오아누는 1829년 감옥에서 죽었다. 결국 분열된 라오스는 태국의 지배를 받게 된다.
1860년대부터 프랑스의 인도차이나 침략이 시작되어 프랑스는 베트남과 캄보디아를 식민지로 만들었다. 당시에 라오스 영토의 거의 대부분이 태국의 지배를 받았는데, 프랑스는 무력을 사용하여 태국 정부로부터 메콩강 동쪽의 영토 지배권을 인정받았는데 이 영토가 현재의 라오스가 된다. 프랑스는 라오스의 3개 지방을 합쳐서 루앙프라방 왕국을 만들어 보호령으로 선포했다. 그 후 일본이 제2차 세계 대전을 일으키자 프랑스는 미얀마로 가는 길을 개방하였다.

### 독립과 내전

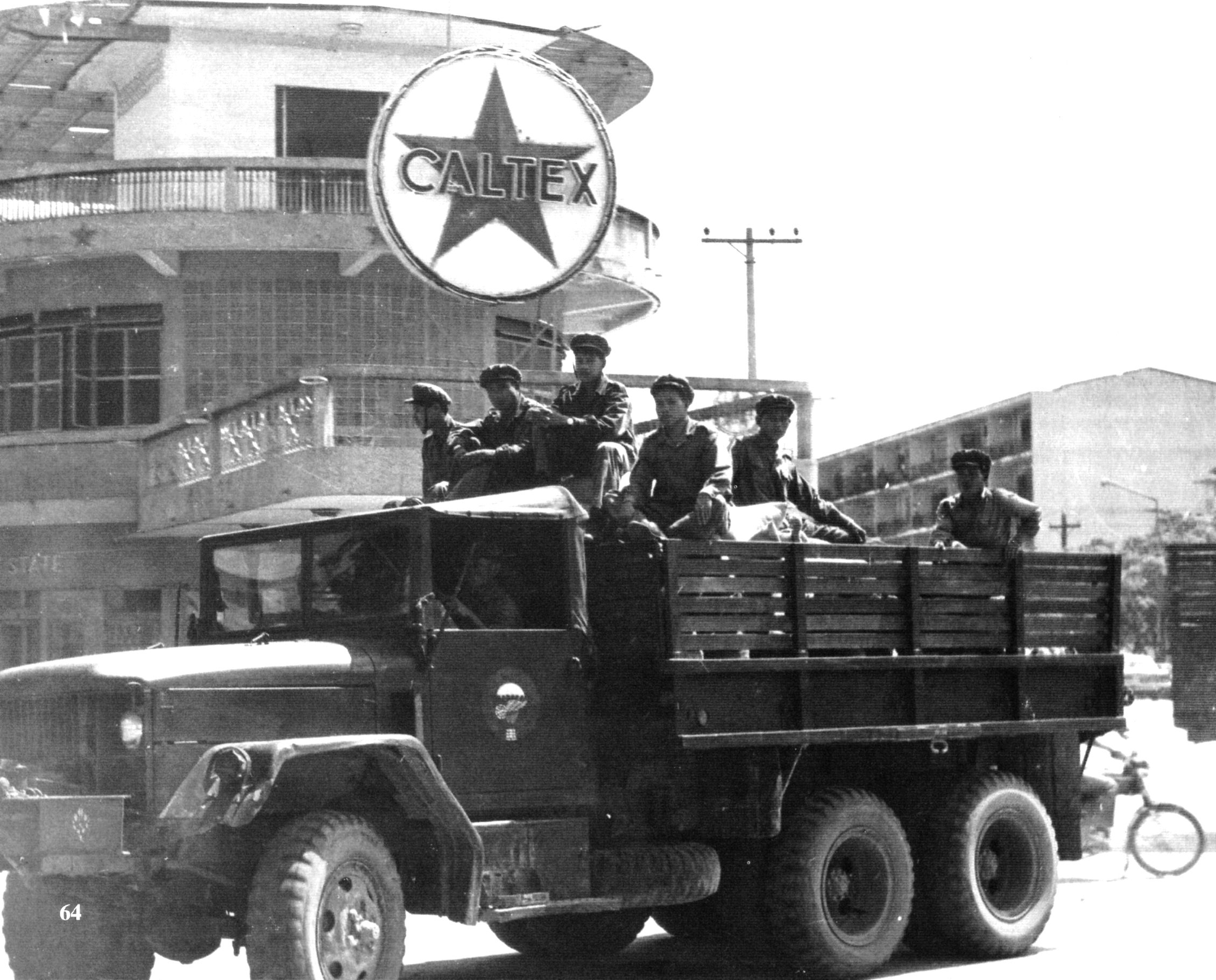
1973년 비엔티안의 파테트 라오 병사들

그러나 1945년 일본이 패망하자 라오스는 급격히 혼란해졌다. 라오스의 독립파는 라오읻싸라, 즉 공산정당을 만들어 라오스 임시정부를 수립하였다. 라오읻싸라는 베트남 공산정권인 베트남민주공화국과 긴밀하게 유대했다. 프랑스와 라오스 독립파의 전쟁은 갈수록 심해졌다. 결국 1949년 7월 19일 프랑스는 라오스를 독립시켰지만 국방, 외교, 재정권을 프랑스가 가졌다는 점에서 형식적인 독립이었다. 하지만 곧 우익과 좌익의 대립이 시작되었다. 우익의 지도자는 라오스 왕국의 총리가 된 수바나 푸마였고 좌익의 지도자는 수파누봉이었다. 1950년 라오스의 공산세력이 뭉쳐서 파테트 라오가 탄생했다. 1953년 10월 22일, 프랑스 라오스 조약에 의해 완전 독립을 달성했다. 독립 후 내전은 계속 심해졌고 결국 1954년에 스위스의 제네바에서 라오스의 왕실 유지, 파테트 라오가 참여하는 정부 수립을 골자로 하여 평화 조약이 맺어졌지만 중립은 실패하였고 다시 내전이 시작되었다.
이후 라오스에서는 극우, 중도, 극좌(파테트 라오)가 서로 갈라져 라오스 내전이 장기간 지속되었다. 같은 시기 이웃한 베트남에서 일어난 베트남 전쟁의 영향도 받았는데, 북베트남군은 전쟁 물자를 라오스를 통과하는 이른바 '호찌민 트레일'을 통해 전선에 수송 작전을 하였고, 미국은 이를 차단하고 라오스의 왕당파를 지원하기 위해 폭격 작전을 벌였다. 1964년부터 1973년까지 58만 회의 폭격이 이뤄졌고, 2백만t 이상의 폭탄이 투하되었다. 이로 인해 라오스 전국토는 황폐화되었고, 현재까지도 폭격으로 인한 불발탄에 끊임없이 민간인 피해가 발생하고 있다. 1974년 세 파 연합에 의한 라오스 민족 연합 정부가 성립되었지만, 1975년 남베트남의 사이공이 함락되던 시기 라오스 국왕과 수바나 푸마가 물러난 후 12월 연합 정부가 왕정의 폐지를 선언하면서, 라오스 인민민주공화국을 수립했다. 이것으로 30년에 걸친 라오스 내전은 완전히 종식되었고 라오스에는 공산 정권이 들어선다.

### 현대

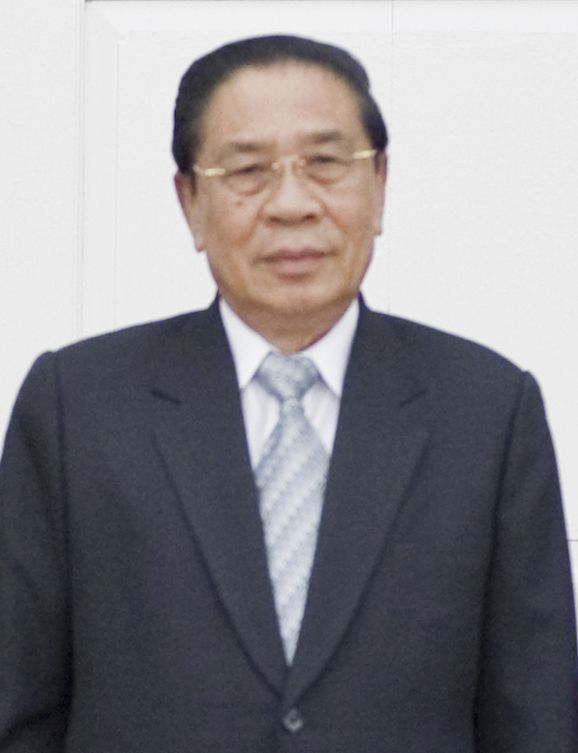
쭘마리 싸이썬

1980년, 태국과 국경 분쟁을 겪었고, 태국과 미국의 경제 봉쇄로 라오스 경제는 파탄되었다. 같은 해 라오인민혁명당은 중국 공산당과 관계를 단절하였다. 1986년, 신경제 정책을 도입하였다.
1987년 태국과 다시 국경 분쟁을 벌여 태국 공군기 1대가 격추된다. 1988년, 라오인민혁명당이 중국 공산당과의 관계를 다시 개선하게 된다.
1990년대에 소련의 해체와 공산주의 붕괴로 인해서 라오스도 혼합경제를 허용하게 된다. 1991년 헌법을 제정하고, 라오스 혁명당의 일당 독재 체제 유지를 확인하였다. 1992년 2월 태국과 우호 협력 조약을 맺었다. 7월 베트남과 함께 ASEAN에 옵서버로 참석했다. 11월 21일, 까이썬 폼위한 주석(제2대)이 사망하였다.
1997년 7월 23일, 동남아시아 국가연합(ASEAN)에 가입하였다.
2006년 4월 30일 투표로 제6대 국회(단원제, 임기 5년) 선거 결과 선출된 국회의원 115명 중 114명 라오 인민 혁명당 당원이었고, 비당원은 단지 한 명만 존재하였다. 같은 해 6월에 소집된 제6대 국회 제1차 회의에서 라오스 인민 혁명당 총비서에 군부 출신의 쭘마리 싸이냐선이 주석에, 라오스 인민 혁명당 정치국원인 부아썬 붑파반이 정부수상에 선출되었다.
2007년 6월 미국으로 망명했던 몽족 출신의 왕실군대 장군 왕 빠오와 미군 퇴역 소령에 의한 쿠데타 계획이 발각되었고, 관계자는 미국 사법 당국에 의해 제삼자 중립 위반으로 체포되었다.
2010년 12월 23일 제6대 국회 제10차 회의 폐회식에서 부아손 수상은 임기 중간에 사임하였고, 국회주석인 통싱 탐마봉이 새 수상으로 취임하였다.
2016년 4월 20일 라오인민혁명당 총비서 분냥 보라치트가 새 주석으로 선출 되었다.

## 지리

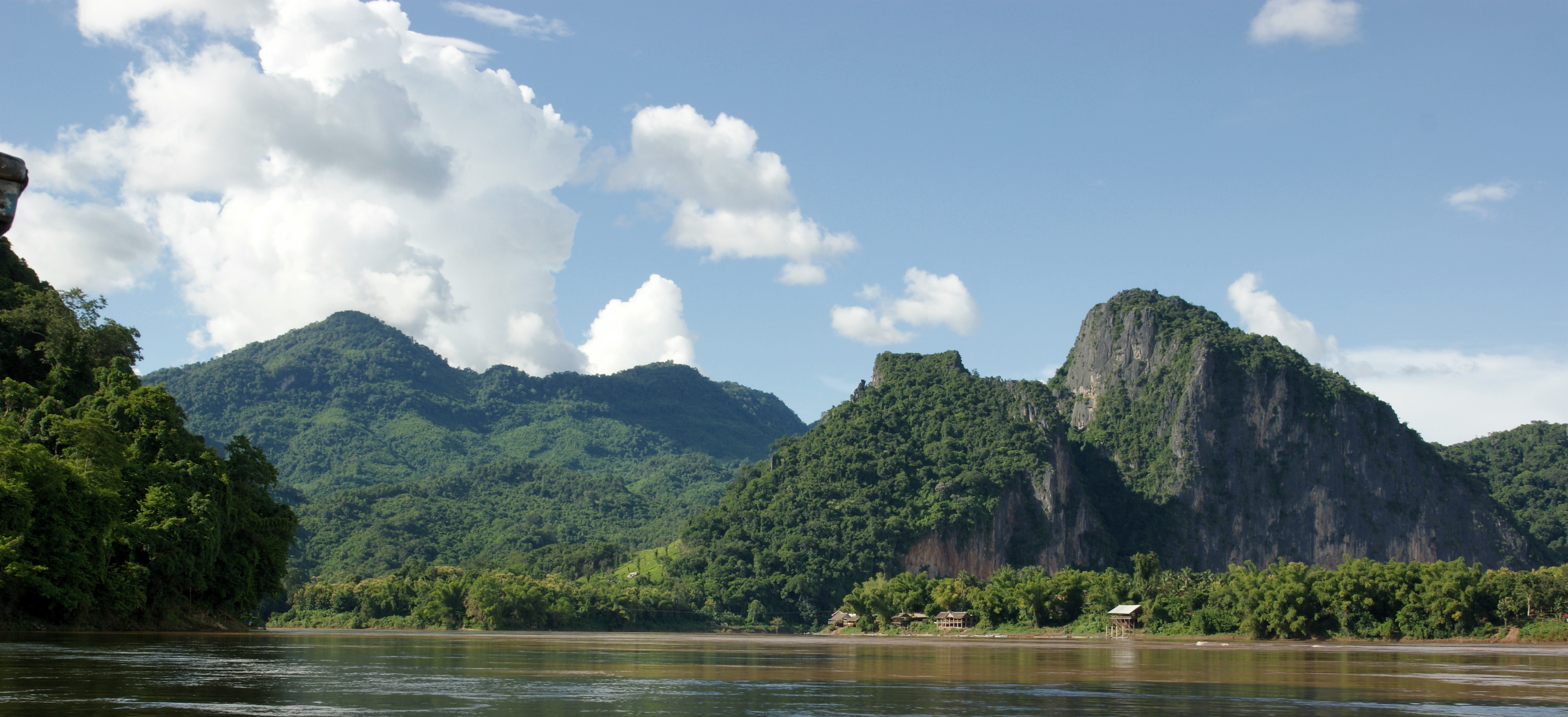
라오스를 관통하는 메콩강의 한 부분

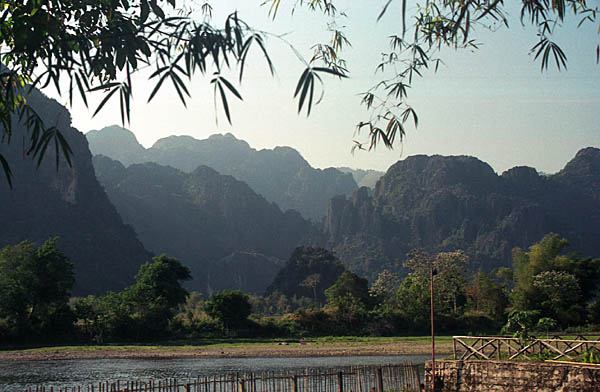
라오스의 경치

이 나라는 인도차이나반도 내륙부를 남북으로 길게 뻗어 있으며, 인도차이나반도 국가들 중 유일하게 바다가 면한 부분이 없다. 지형은 안남산맥이 국토의 많은 부분을 차지하므로 구릉으로 이루어져 있다. 평야는 메콩강 및 그 지류에 연해서 약간 펼쳐져 있을 뿐이다. 기후는 대다수 지역이 열대 몬순 기후이나 내륙 지방이므로 하계와 동계의 기온차가 크다. 사반나케트 등 남부 지역은 열대 몬순 기후이며(평균 25도) 북부의 루앙프라방 지역은 온대 동계 건조 기후이다. 그리고 중국과 인접한 산악 도시 무옹싱 지역은 겨울에도 이따금 서리도 내린다(1월 평균기온 10도). 5월부터 10월까지가 남서몬순이 부는 우기로, 약 2,000mm의 강우가 있다. 11월부터 4월까지는 북동몬순이 부는 건조기이다.

### 기후

라오스의 쾨펜 기후 구분 지도

라오스의 기후는 주로 열대 사바나 기후이며 계절풍의 영향을 받는다. 5월부터 10월까지는 우기이며, 11월부터 4월까지는 건기로 구분된다. 현지에서는 전통적으로 세 계절(우기, 서늘한 건기, 더운 건기)로 나눈다. 건기 후반 두 달은 전반보다 기온이 더 높다.

## 정치

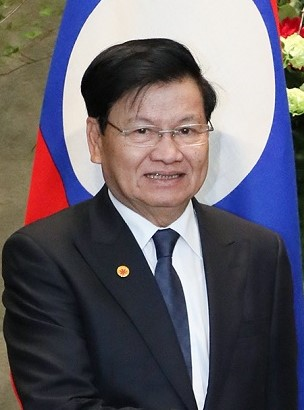
통룬 시술리트, 사무총장 라오인민혁명당 및 주석 2021년부터

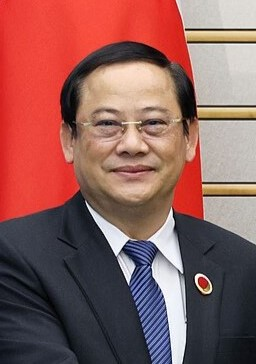
소네사이 시판돈, 총리 2022년부터

라오스는 사회주의 국가 또는 공산주의  국가이다. 현재 라오스의 정당은 라오인민혁명당 하나뿐이다. 국가 원수는 5년 임기로 선거로 뽑히는 국가주석이며 국회의 동의를 얻어 국가주석이 임명하는 정부수상이 있다.
옛날에는 정부의 정책을 당 정치국(11명)과 당 중앙 위원회(61명)에서 결정했다. 1991년 라오스는 헌법을 바꾸어 국회의원(85명, 임기는 5년)을 비밀 선거로 뽑도록 개정했다. 라오스 국회는 1997년 99석으로 늘어났으며 이후 모든 새로운 입법안을 가결하였다. 라오스 국회의 의석 수는 2006년 115석으로 다시 확대되었고 가장 최근에 치러진 2011년 4월 선거에서는 다시 132명으로 늘어났다.

### 외교 관계

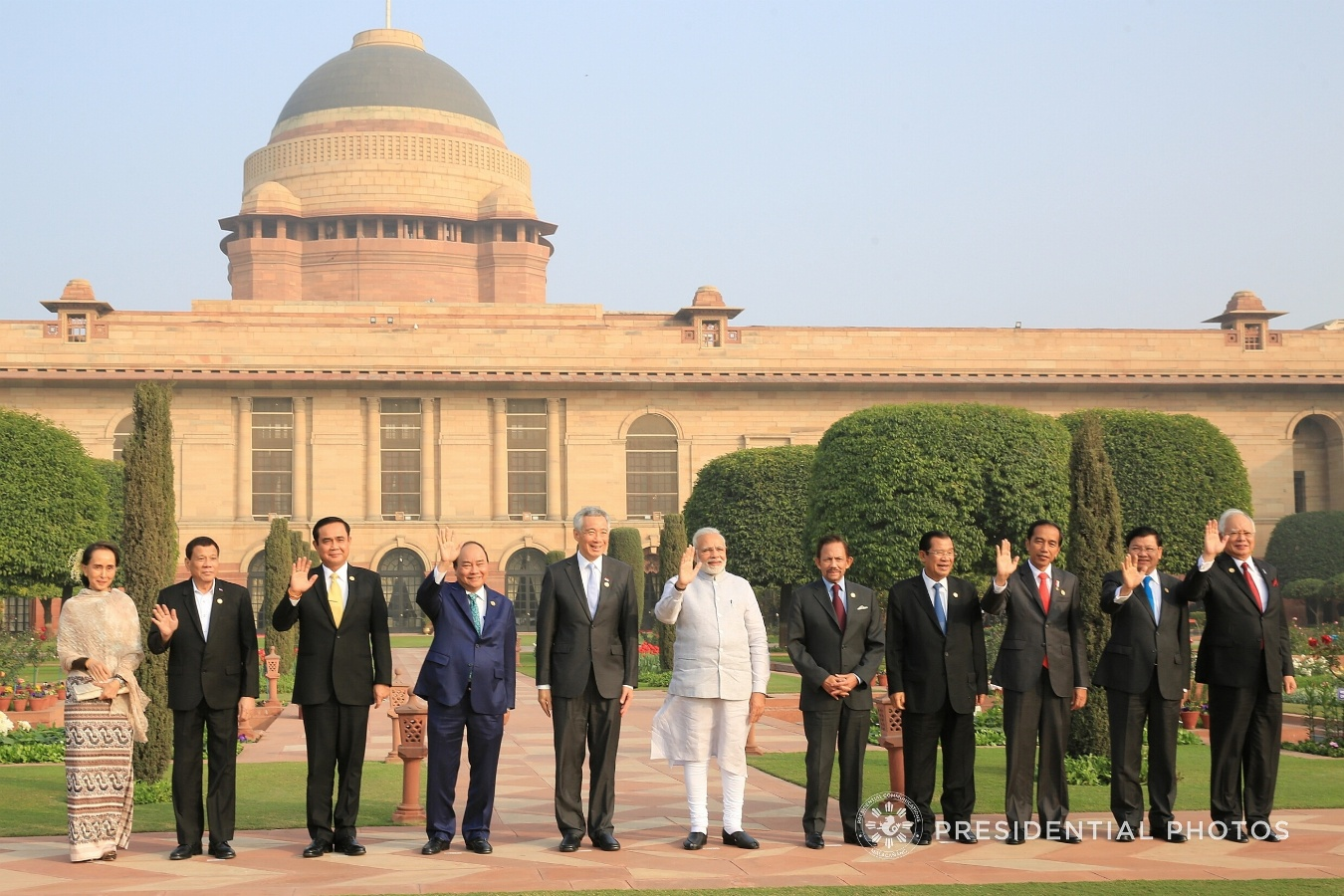
2018년 1월 25일, 인도 뉴델리에서 열린 회담에서 통룬 시술리트 라오스 총리, 나렌드라 모디 인도 총리 및 ASEAN 회원국 정상들

1975년 12월 파테트라오 가 정권을 장악한 이후, 라오스의 외교 정책은 서방에 대해 적대적인 태도를 보였으며, 동구권과 밀접한 관계를 유지하면서 소련에 외교 및 경제 원조를 의존하였다.
그러나 이후 국제 사회에서의 고립 에서 벗어나 러시아, 중국, 태국, 오스트레일리아, 독일, 이탈리아, 일본, 스위스 등 여러 국가와 외교 관계를 확대하였다. 라오스-미국 관계 에서 양국 간 무역 관계는 2004년 11월 미국 의회의 법안 승인으로 정상화되었다.
라오스는 1997년 7월 동남아시아 국가 연합(ASEAN)에 가입하였으며, 2016년 세계무역기구(WTO)에 가입하였다. 또한, 2005년 동아시아 정상회의(EAS)에 참석하였다.

### 인권
디 이코노미스트의 민주주의 지수 2016에서 라오스는 ASEAN 회원국 9개국 중 가장 낮은 순위를 기록하며 "권위주의 정권"으로 분류되었다. 라오스 군대 및 보안 당국에 의해 시민사회 운동가, 인권 옹호자, 정치 및 종교 반체제 인사, 그리고 몽족 난민이 실종된 사례가 보고되었다.
1991년 공포되고 2003년 개정된 라오스 헌법에는 인권 보장을 위한 조항이 포함되어 있다. 예를 들어, 제8조에서는 라오스가 다민족 국가이며 민족 간 평등을 보장한다고 명시하고 있다. 또한 헌법은 성평등, 종교의 자유, 언론의 자유, 집회의 자유 등을 규정하고 있다. 2009년 9월 25일, 라오스는 시민적 및 정치적 권리에 관한 국제규약을 비준하였으며, 이는 조약 서명 후 9년 만의 일이었다. 라오스 정부와 국제 원조 기구는 지속 가능한 경제 성장과 빈곤 감소를 정책 목표로 삼고 있다.
국제 인권 단체들은 표현의 자유, 교도소 환경, 종교의 자유 제한, 난민 및 망명 신청자의 보호, 사형제도 등에 대한 우려를 제기했다. 또한 라오스는 인신매매 원천국으로 지목되었다. 특히 여성과 소녀들을 대상으로 한 성매매 피해 사례가 보고되고 있다.

## 행정 구역

라오스의 주

라오스의 행정 구역은 17개의 주(퀭, ແຂວງ)와
1개의 도(나컨루앙, ນະຄອນຫລວງ)로 구성되어 있다.
수도는 비엔티안(위양짠)이다.
1. 앗타푸(앗따쁘) 주 (Attapu)
2. 보케오(버깨우) 주 (Bokeo)
3. 볼리캄사이(버리캄싸이) 주 (Bolikhamxai)
4. 참빠삭(짬빠싹) 주 (Champasak)
5. 후아판 주 (Houaphan)
6. 캄무안 주 (Khammouan)
7. 루앙남타 주 (Louang Namtha)
8. 루앙프라방 주 (Louang Prabang)
9. 우돔싸이 주 (Oudomxai)
10. 퐁살리(퐁쌀리) 주 (Phongsali)
11. 사이냐불리(싸이냐불리) 주 (Sainyabuli)
12. 살라완(쌀라완) 주 (Salavan)
13. 사반나케트(싸완나켓) 주 (Savannakhet)
14. 세콩(쎄껑) 주 (Sekong)
15. 비엔티안(위양짠) 도 (Vientiane Prefecture)
16. 비엔티안(위양짠) 주 (Vientiane Province)
17. 씨앙쿠앙 주 (Xiangkhoang)
18. 싸이솜분(싸이쏨분) 주 (Xaysomboun)

## 경제

라오스의 1인당 GDP 성장

라오스 경제는 주로 이웃 국가인 태국, 베트남, 그리고 특히 북부 지역에서는 중국과의 투자 및 무역에 의존하고 있다. 팍세는 태국 및 베트남과의 국경 무역을 바탕으로 성장하고 있다. 2009년 버락 오바마 행정부는 라오스를 더 이상 마르크스-레닌주의 국가로 간주하지 않으며, 미국 수출입 은행의 금융 지원을 받을 수 있도록 제재를 해제하였다.
2016년 기준, 중국은 라오스 경제에서 가장 큰 외국인 투자국으로, 1989년부터 총 53억 9,500만 달러를 투자하였다. 태국(44억 8,900만 달러)과 베트남(31억 800만 달러)이 각각 2위와 3위를 차지하였다.
생계농업 은 GDP의 절반을 차지하며, 전체 고용의 80%를 제공한다. 경작 가능한 토지는 전체 국토의 4%, 영구적인 농경지는 0.3%에 불과하여, 대메콩 유역 국가들 중 가장 낮은 비율을 보인다. 전체 농경지의 12%가 경작지이며, 이 중 28%가 관개 시설을 이용하고 있다. 벼농사는 농업에서 가장 중요한 부분을 차지하며, 경작지의 약 80%가 벼 재배에 사용된다. 라오스는 [국제미작연구소]와 협력하여 다양한 벼 품종을 수집 및 보존하고 있다.
라오스는 석유와 가스를 수입한다. 금속공학 이 발달해 있으며, 정부는 석탄, 금, 보크사이트, 주석, 구리 등 광물 자원의 개발을 위한 외국인 투자를 유치하고 있다. 라오스에서는 540개 이상의 광물 매장지가 탐사 및 개발되었다. 또한 풍부한 수자원을 활용하여 수력 발전을 주요 에너지원으로 활용하고 있다. 약 18,000메가와트의 수력 발전 잠재력 중 8,000메가와트가 태국과 베트남으로 수출되고 있다. 그러나 2021년 기준, 국내 전력 생산은 여전히 화석 연료, 특히 석탄에 의존하고 있다.
2018년 기준, 에서 52개국 중 36번째로 높은 기아율을 기록하였다.
맥주 라오스는 2017년 기준 20개국 이상에 수출되었으며, 라오스 맥주 회사가 생산하고 있다.

### 관광

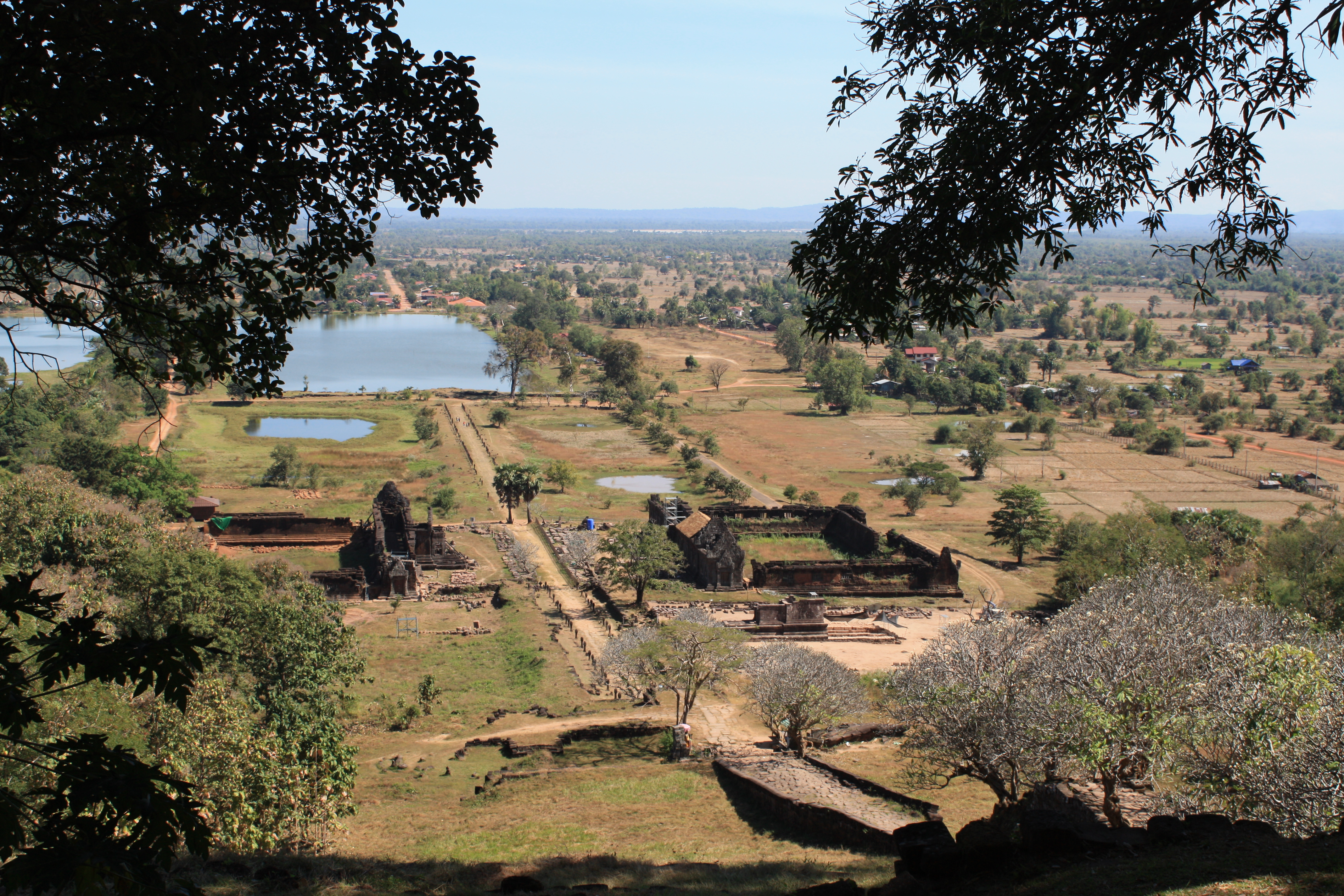
왓푸 상부 수준에 있는 성소 근처에서 메콩강을 바라본 모습

라오스의 관광 산업은 1990년 8만 명의 국제 방문객에서 2010년 187만 6천 명으로 성장하였다. 2010년 기준으로 관광 부문은 전체 고용의 11분의 1을 차지하였다. 국제 방문객과 관광 상품에서 창출된 수출 수익은 2010년 총 수출의 16%에 해당하는 2억 7,030만 달러에 달했으며, 2020년까지 4억 8,420만 달러(총 수출의 12.5%)로 성장할 것으로 예상되었다. 2013년, 유럽 관광 무역 위원회는 라오스에 "세계 최고의 관광지"라는 칭호를 부여하였다.
라오스 국립 관광청을 비롯한 관련 정부 기관과 민간 부문은 국가 생태관광 전략 및 실행 계획을 실현하기 위해 협력하고 있다. 여기에는 관광으로 인한 환경적·문화적 영향을 줄이고, 소수 민족과 생물다양성의 중요성에 대한 인식을 높이며, 보호지역과 문화유산 보전을 위한 재원을 확보하는 등의 목표가 포함된다.

### 교통

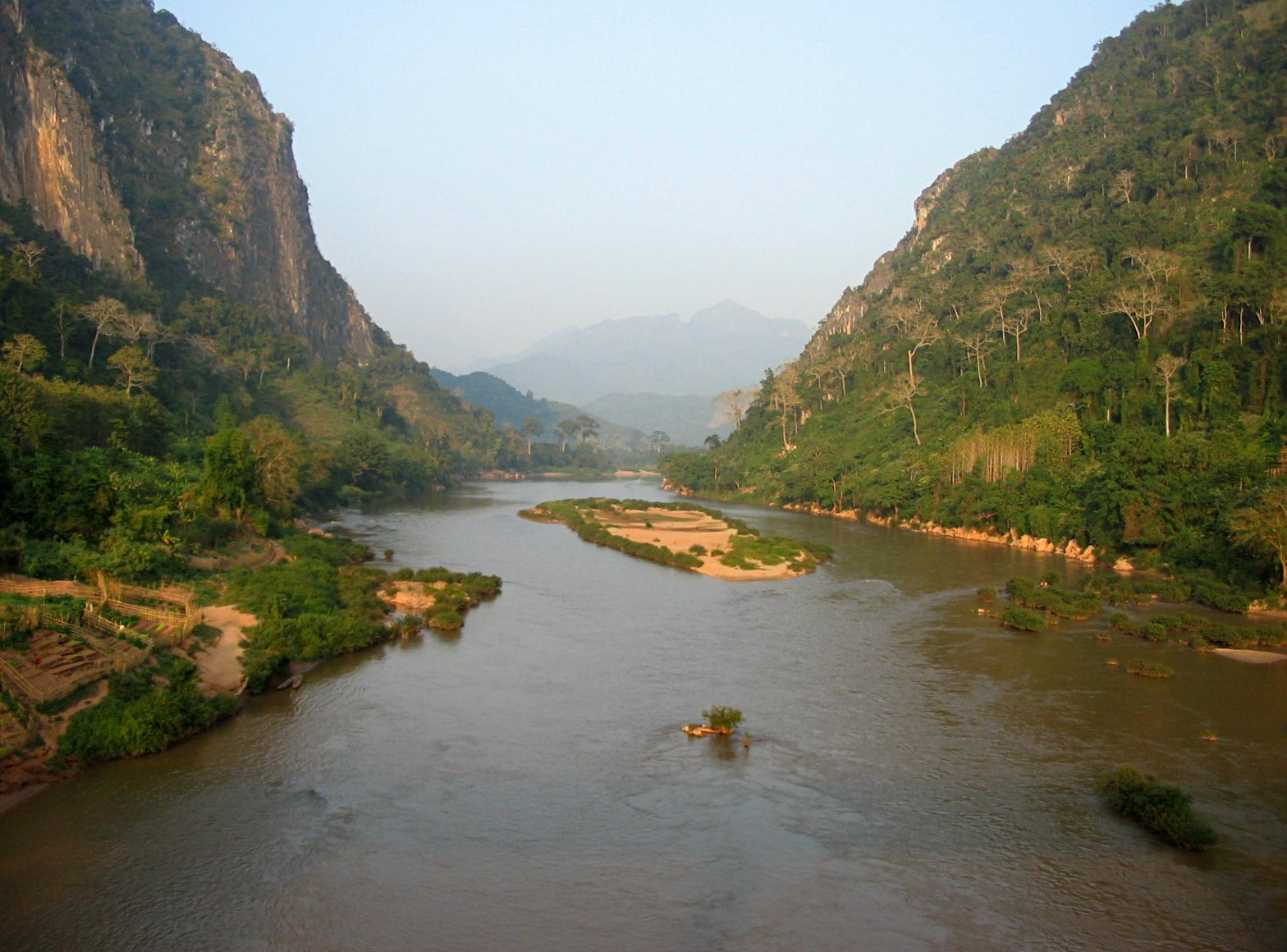
라오스에서 강은 중요한 교통수단이다.

라오스의 산악 지형은 20세기 동안 육상 교통 발전을 저해하였다. 2009년, 비엔티안 남부와 태국을 연결하는 3km 길이의 미터궤 철도가 개통되었다. 2021년 12월, 일대일로 사업의 일환으로 중국과 연결되는 414km 길이의 중국 라오스 철도 가 개통되었다.
라오스의 통신망은 외부 및 내부적으로 구축되어 있으며, 93%의 가구가 유선 또는 이동전화를 보유하고 있다. 또한 전력 공급률은 93%에 이른다.

### 상하수도
세계은행의 2014년 조사에 따르면, 라오스는 [유엔 아동 기금] 및 [세계 보건 기구] 공동 감시 프로그램 기준에 따라 물 공급 및 위생 부문에서 [새천년 개발 목표]를 달성한 것으로 평가되었다. 그러나 2018년 기준으로 약 190만 명이 개선된 급수 시설을 이용하지 못하고 있으며, 240만 명이 개선된 위생 시설을 이용할 수 없는 상태이다.
1990년에는 농촌 지역에서 개선된 위생 시설을 이용할 수 있는 인구 비율이 8%에 불과했으나.
라오스 정부는 민관 협력 계약을 위한 혁신적인 규제 체계를 마련하고 있으며, 국영 수도 기업에 대한 기존 규제와 병행하여 시행하고 있다.

## 사회

### 인구와 주민
비록 인구는 적지만, 라오스 사람들은 아주 다양한 소수민족들로 구성되어 있다. 라오스 특유의 고립성과 병존하는 이러한 다양성은 라오스가 문화·정치적으로 통합되는 데 심한 걸림돌이 되고 있다. 그들의 통치는 최근까지도 소수민족의 생각이나 활동보다는 라오족 엘리트 집단의 생각이나 열망을 반영해 왔다. :58 그러나 라오스 정부는 라오스 국적을 가지는 라오스인을 국민으로 취급하여 공식적으로 '원주민' 지위는 인정하지 않고 있다.
인구의 약 절반은 최대 민족인 라오족에 속하며, 이외에 공인된 것만 47개 민족, 149개의 하위 민족집단이 라오스 영내에 거주한다. 2015년 인구조사에 따르면 총 인구 중 라오족 53.2%, 크무족 11%, 몽족 9.2%, 기타 민족 26.6%가 있다. 라오스인은 사는 지역의 고도에 따라 저지 라오족(라오룸), 구릉 라오족(라오텅), 고지 라오족(라오쑹)으로 나눌 수 있다.

### 언어
공용어는 타이카다이어족에 속하는 라오어이다. 라오어를 유창하게 구사하는 인구는 인구의 절반 이상이다. 나머지는 다양한 소수 민족의 고유 언어들인데, 주로 촌락 지역에서 사용된다.
한편 프랑스어가 행정이나 상업에 많이 사용되고 있으며, 태국어를 구사할 줄 아는 인구도 많다. 인도차이나에서는 유일하게 프랑스어가 우위를 점하는 라오스는 프랑스어 사용국기구(프랑코포니)의 정회원국 소속에 있다. 국가의 ASEAN 가맹 이후 영어 교육이 증가하고 있으나 광범위하게 쓰이는 것은 아니다. 또한, 태국어는 라오어와 매우 흡사하고 라오스 내 텔레비전 방송 채널이 대부분이 태국방송이라 라오스에서 태국어를 사용해도 별 문제없이 의사소통이 가능하다.

### 종교
남방상좌부 불교가 60%, 애니미즘이나 그 외의 종교가 40%이지만, 불교와 애니미즘이 혼합되어서 믿는 경우도 있다. 그러나 몽쪽은 다른 민족과 달리 유교이다. 그 외 라오스 남부에서는 기독교를 소수 믿는다. 공산주의 정권의 집권 이후 종교의 자유를 탄압했지만, 1991년 헌법에 종교의 자유를 인정한 이후 남방상좌부 불교를 중심으로 종교 활동이 다시 활발해졌다. 기독교에 대한 탄압도 2003년 미국과의 협정 이후 현지 교회의 예배가 자유로워지는 등, 조금씩 완화되고 있다.

### 건강
2017년 기준으로 남성의 기대수명은 62.6세, 여성은 66.7세였다. 2007년 기준 건강수명은 54세였다. 정부의 보건 지출은 GDP의 약 4%로, 2006년 구매력 평가(PPP) 기준 약 18달러였다.

### 교육

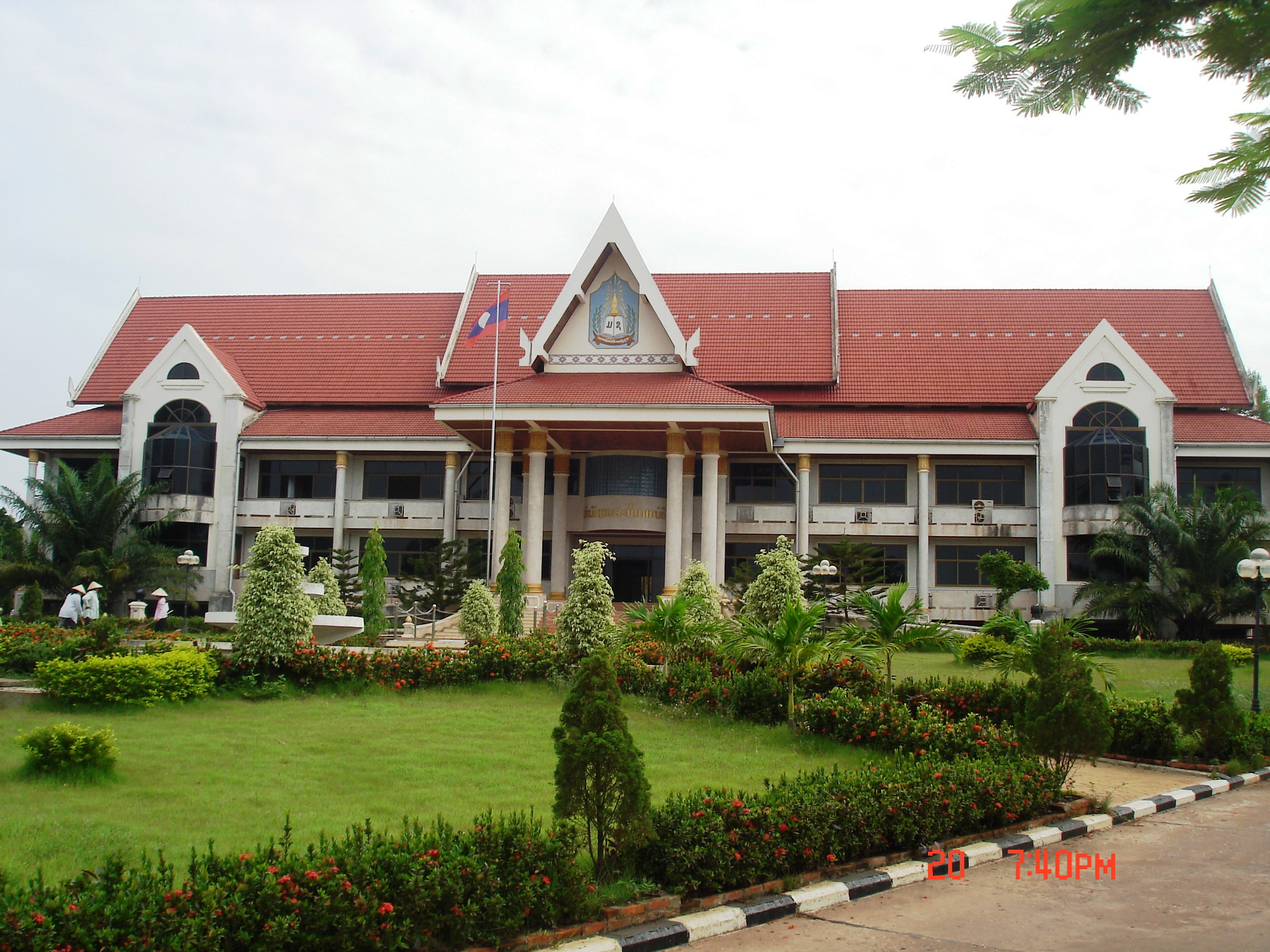
비엔티안에 위치한 라오스 국립 대학교

2017년 성인 여성의 문해율은 62.9%, 성인 남성은 78.1%였다.
2004년 초등학교 순등록률은 84%였다. 라오스는 2024년 글로벌 혁신 지수에서 111위를 기록했다.

## 문화

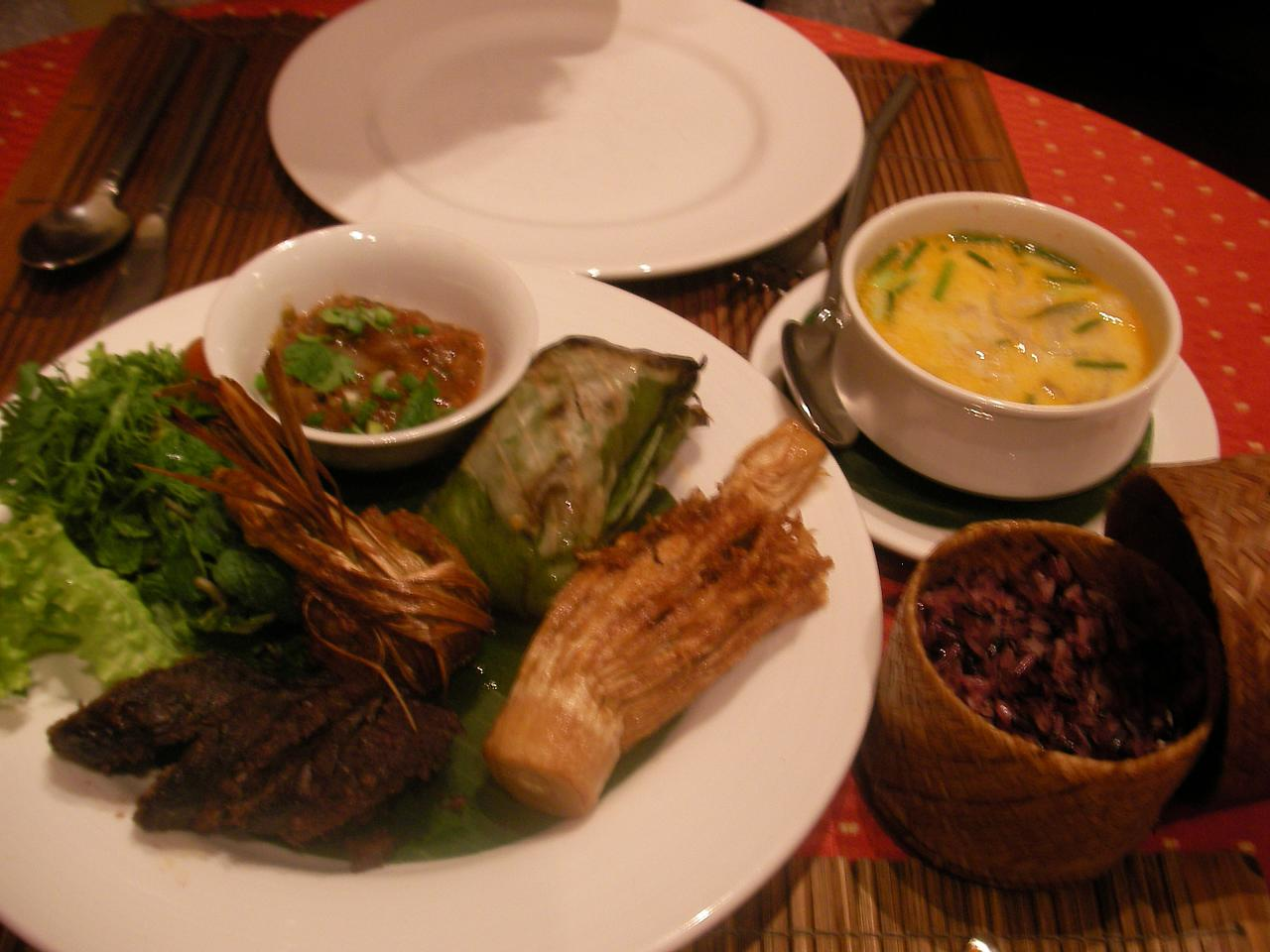
라오스 요리의 예

찹쌀이 주메뉴이다.  환경 내에서 그리고 인종 집단 간에 쌀 생산과 관련된 전통과 의식이 있다.

### 미디어
라오스 정부는 정부에 대한 비판을 막기 위해 미디어 채널을 통제하고 있다. 정부를 비판한 라오스 시민들은 강제 실종, 체포, 고문 등의 인권 침해를 당한 사례가 보고되었다.

### 스포츠
라오스에서는 축구가 인기 스포츠로 자리를 잡고 있고 리그도 운영 중이며 동남아시아 내에서 나쁘지 않은 성적을 보유하고 있으며 최근 동남아시아 축구가 많이 활성화 되고 있는만큼 라오스도 많이 성장하여 있다.
FIFA 월드컵은 물론 AFC 아시안컵 본선 진출 기록도 있으며 아시안 게임과 동남아시아 축구 선수권 대회에서도 성적이 상위권을 맴돌고 있다.
또 성인대표팀으로 참가한 2016년 AFC 솔리대리티컵에서 대회 3위를 차지하며 라오스 A대표팀 역사상 국제 대회 최고 성적을 남겼고 U-23 대표팀으로 참가한 2022년 AFF U-23 챔피언십에서는 4강에 오르며 홈에서 열린 2009년 동남아시아 경기 대회 이후 13년 만에 AFF 주관 대회 토너먼트 진출의 성과를 거두었다.